# Adforton
Adforton – wieś w Anglii, w hrabstwie Herefordshire. Leży 33 km na północ od miasta Hereford i 211 km na północny zachód od Londynu.